# Сулайманабад
Сулайманабад (кирг. Сулайманабад) — село в Кадамжайском районе Баткенской области Кыргызстана. Входит в состав айылного аймака Уч-Коргон.

## География
Село расположено в восточной части области, вблизи государственной границы с Узбекистаном, на расстоянии приблизительно 30 километров (по прямой) к северо-востоку от города Кадамжай, административного центра района.

## Население
Согласно оценочным данным Национального статистического комитета Кыргызской Республики, численность населения села на начало 2023 года составляла 1940 человек.
| год     | 2009 | 2014 | 2015 | 2020 | 2021 | 2023 |
| ------- | ---- | ---- | ---- | ---- | ---- | ---- |
| человек | 1499 | 661  | 1638 | 1864 | 1889 | 1940 |